# Serie A 1949 (damvolleyboll, Italien)
Serie A  FIPAV 1949 var den fjärde upplagan av serien, som utser de italienska mästarna i volleyboll på damsidan. Invicta Trieste vann serie för andra gången i rad. Serien bestod av sex lag som alla mötte varandra både hemma och borta.

## Sluttabell[1]
| Pos. | Lag                    | Pt | M  | V  | F | SV | SF |
| ---- | ---------------------- | -- | -- | -- | - | -- | -- |
| 1.   | Invicta Trieste        | 20 | 10 | 10 | 0 | 30 | 13 |
| 2.   | FARI Bergamo           | 14 | 10 | 7  | 3 | 26 | 16 |
| 3.   | Lega Nazionale Trieste | 12 | 10 | 6  | 4 | 24 | 17 |
| 4.   | FARI Brescia           | 10 | 10 | 5  | 5 | 22 | 20 |
| 5.   | Pavoniana Brescia      | 2  | 10 | 1  | 9 | 11 | 29 |
| 5.   | Ansaldo SIAC Genova    | 2  | 10 | 1  | 9 | 11 | 29 |

| Mästare |